# Johann Christoph Ungefug
Johann Christoph Ungefug (* 31. März 1728 in Königsberg, Königreich Preußen; † 11. Februar 1775 in Lyck, Königreich Preußen) war ein deutscher Orgelbauer in Preußisch Litauen.

## Leben
Johann Christoph Ungefug wurde Ende März 1728 als Sohn des Schreiners Johann Ungefug in Königsberg geboren. 1740 wurde er als Jan Ungefugt in Wilna (Vilnius) erwähnt. Von 1742 bis 1750 arbeitete er dort bei Gerhard Arend Zelle. 1750 erhielt Ungefug ein polnisches Privileg als Orgelbauer.
1760 wurde sein Wohnort Maleczewen angegeben, wo bereits acht Jahre zuvor Matthäus Krajewsky als Orgelbauer gewirkt hatte.
Ab 1762 arbeitete Daniel Wroblewsky bei ihm als Lehrling für sieben Jahre. 1763 erhielt Johann Ungefug ein Orgelbauerprivileg für das Gebiet Natangen in Preußisch Litauen. 1765 war er in der Bürgerliste der Stadt Lyck verzeichnet. Von 1774 sind letzte Orgelbauten bekannt.
Johann Christoph Ungefug starb im Februar 1775 wenige Wochen vor der Vollendung seines 47. Lebensjahres in Lyck an einer „Brustkrankheit“. Aufgrund seiner Tätigkeit als Orgelbauer wurden für sein Begräbnis keine Kosten berechnet.

## Werkliste (Auswahl)
Von Johann Christoph Ungefug sind 14 Orgelneubauten bekannt; dazu kamen wahrscheinlich auch Reparaturarbeiten. Dispositionen sind nicht überliefert, nur einige Registerzahlen. Die Werke waren meist Positive ohne Pedal, nur in Lyck (Ełk) ist eines bekannt gewesen. 
Erhalten sind die Orgel in Mikołajki (Nikolaiken), sowie die Orgelprospekte in Grabnik (Grabnick) und Stare Juchy (Neu Jucha). Bei beiden ist der Mittelturm niedriger als die beiden Seitentürme, was für Preußen ungewöhnlich ist.
| Jahr      | Ort                                        | Gebäude                                                    | Bild | Manuale | Register | Bemerkungen |
| --------- | ------------------------------------------ | ---------------------------------------------------------- | ---- | ------- | -------- | --- |
| 1760      | Borczymmen                                 | Kirche                                                     |      |         |          | |
| 1763      | Grabnick (Grabnik)                         | Ev. Kirche (heute Kirche der Gottesmutter von Częstochowa) |      |         |          | Orgelprospekt erhalten, 1927 Neubau durch Goebel (II/13)                                                                     |
| 1764/65   | Bialla (Biała Piska)                       | Ev. Kirche, heute St.-Andreas-Bobola-Kirche                |      | I       | 12       | ohne Pedal |
| 1765      | Benkheim (Banie Mazurskie)                 | Ev. Kirche                                                 |      | I       | 9        | |
| 1768–1769 | Nikolaiken (Mikołajki)                     | Ev. Kirche                                                 |      | II/P    | 19       | erhalten, 1998 Generalrestaurierung durch Zych                                                                               |
| 1772      | Neu Jucha (Stare Juchy)                    | Ev. Kirche, heute Dreifaltigkeitskirche                    |      | I       | 9        | Orgelprospekt erhalten, 1922 Neubau durch Goebel (II/14), 1993 neuer Spieltisch und Entfernung des Adlers auf dem Mittelturm |
| 1773      | Muschaken (Muszaki)                        | Kirche                                                     |      |         |          | Kirche 1885 abgebrannt, Orgel nicht erhalten                                                                                 |
| 1773      | Lyck (Ełk)                                 | Kirche                                                     |      | ?/P     |          | größere Orgel mit Pedal, nicht erhalten                                                                                      |
| 1774      | Jedwabno 1938–1945: Gedwangen              | Kirche St. Joseph                                          |      |         |          | |
| 1774      | Rydzewen 1938–1945: Schwarzberge (Rydzewo) | Kirche                                                     |      |         |          | letzter bekannter Orgelbau                                                                                                   |